# حاجی‌آباد (مروست)
حاجی‌آباد یک روستا در ایران است که در بخش مروست شهرستان خاتم در استان یزد واقع شده‌است. حاجی‌آباد ۱۶ نفر جمعیت دارد.

## جمعیت
این روستا در دهستان هرابرجان قرار دارد و براساس سرشماری مرکز آمار ایران در سال ۱۳۸۵، جمعیت آن ۱۶ نفر (۶ خانوار) بوده‌است.